# Proceedings – Mathematical Sciences
Proceedings – Mathematical Sciences, kurz Proc. Indian Acad. Sci., Math. Sci., ist eine wissenschaftliche Fachzeitschrift, die von der Indian Academy of Sciences (IAS) in Kollaboration mit dem Springer-Verlag herausgegeben wird.

## Geschichte
Mit ihrer Gründung durch international renommierte indische Wissenschaftler im Jahr 1934 begann die IAS mit der Herausgabe der beiden Zeitschriften Proceedings of the Indian Academy of Sciences, Section A, und Proceedings of the Indian Academy of Sciences, Section B. In Sektion A wurden Artikel aus den Bereichen Chemie, Physik, Ingenieurwissenschaften und Mathematik publiziert, Sektion B deckte die Bereiche Biologie, Biochemie und angrenzende medizinische Themen ab.
Nach 1977 arbeitete die IAS ihr Verlagsangebot um und entwickelte in den Proceedings, Section A, Schwerpunkte für Mathematik, Chemie und Geowissenschaften. Die Fachartikel dazu wurden im Jahr 1978 (Jahrgang 87) in „Thema-Ausgaben“ versammelt – die Hefte 2, 5 und 9 des Jahrgangs enthielten die Beiträge zu Mathematik.
Mit dem Jahr 1979 (Jahrgang 88) wurden die Proceedings, Section A, in Part 1: Chemical Sciences, Part 2: Earth and Planetary Sciences und Part 3: Mathematical Sciences aufgeteilt. Die Hefte der drei Teile hatten jeweils eine fortlaufende Zählung, so dass de facto bereits drei Zeitschriften entstanden waren. Sie wurden ab 1980 (Jahrgang 89) als eigenständige Journale unter dem Titel Proceedings und dem jeweiligen Fachtitel herausgegeben.
Der Herausgeber behielt die ursprüngliche Jahrgangszählung der Proceedings, Section A, von 1934 bei, sodass die Proceedings – Mathematical Sciences im Archiv der Zeitschrift mit Jahrgang 87 (1978) beginnen. Allerdings änderten sich mit der „offiziellen“ Selbstständigkeit des Journals 1980 die bibliografischen Kennungen ISSN und CODEN, die nun neu vergeben wurden.

## Beschreibung und Inhalte
Die Proceedings – Mathematical Sciences erschienen anfangs im Schnitt mit zwei bis drei Ausgaben pro Jahr. Ab 1994 erhöhte sich die Frequenz der Hefte auf ein vierteljährliches Erscheinen. Sie werden in englischer Sprache herausgegeben. Die online-Version erscheint seit 2020 in kontinuierlichem Modus. Alle Inhalte sind ab Jahrgang 87 (1978) kostenfrei über die Internetseite des Journals bei der Indian Academy of Sciences als PDF einsehbar.
In der Zeitschrift erscheinen Forschungs- und Übersichtsartikel sowie Kurzmitteilungen aus allen Bereichen der Mathematik sowie Artikel aus den Computerwissenschaften mit mathematischem Bezug. Die Forschungsartikel durchlaufen zur Qualitätssicherung das Peer-Review-Verfahren (Begutachtung von wissenschaftlichen Texten).
Chefredakteur der Zeitschrift ist C.S. Rajan von der Ashoka University in Sonipat im nordindischen Bundesstaat Haryana.

## Impact Factor
Der Impact Factor der Proceedings – Mathematical Sciences beträgt laut dem mitherausgebenden Springer-Verlag 0,3 für das Jahr 2022, im Fünfjahresmittel lag er mit 0,4 geringfügig höher.

## Chefredakteure der Proceedings – Mathematical Sciences
- C.S. Rajan (2022– )
- Parameswaran Sankaran (2019–2021)
- B. V. Rajarama Bhat (2013–2018)
- Gadadhar Misra (2005–2012)
- Alladi Sitaram (2000–2004)
- S. G. Dani (1987–1999)
- S. Ramanan (1984–1986)
- K. R. Parthasarathy (1983)
- S. Raghavan (1978–1982)